# Tomasz Plata
Tomasz Plata (ur. 3 kwietnia 1974 w Bydgoszczy) – polski dziennikarz, teatrolog, autor książek, kurator.

## Życiorys
Ukończył studia na Wydziale Wiedzy o Teatrze Akademii Teatralnej im. Aleksandra Zelwerowicza w Warszawie. Od 1999 wykładowca Akademii Teatralnej w Warszawie. Współtwórca galerii BWA Warszawa oraz autor projektów performatywnych "RE//MIX" i "My, mieszczanie", które realizował z zespołem Komuna//Warszawa.
W latach 2000–2004 – redaktor naczelny miesięcznika City Magazine, potem m.in. szef działu kultury tygodnika Newsweek, twórca i szef sobotniego „Magazynu Dziennika”, wydawca w tygodniku Wprost i redaktor tygodnika Newsweek. Od lipca 2015 roku redaktor naczelny branżowego magazynu Art & Business. Od stycznia 2025 redaktor naczelny czasopisma Teatr.

## Książki
- „Być i nie być”, Wydawnictwo Sic! w Serii Teatru Dramatycznego w Warszawie, 2009
- „Komuna Otwock. Przewodnik Krytyki Politycznej”, red. Agnieszka Berlińska, Tomasz Plata, Krytyka Polityczna 2009
- „Strategie publiczne, strategie prywatne. Teatr polski 1990-2005”, Świat Literacki, 2005 (wydanie niemieckie: Theater der Zeit)
- „Akademia Ruchu”, Centrum Sztuki Współczesnej Zamek Ujazdowski, 2003
- „Andy Warhol w drodze do teatru”, Świat Literacki 2001